# Cratere Telemachus
Telemachus è un cratere sulla superficie di Teti.